# تیپهدس
تیپهدس (به انگلیسی: Tapeheads) فیلمی محصول سال ۱۹۸۸ و به کارگردانی بیل فیشمن است. در این فیلم بازیگرانی همچون جان کیوسک، تیم رابینز، ماری کرازبی، کلو گولگر، داگ مک‌کلور، جسیکا والتر، ساموئل دیوید مور، سوزان تایرل، لی ارنبرگ، زاندر برکلی، ویرد ال یانکوویچ، تد نیوجنت، جلو بیافرا، کانی استیونز، کورتنی لاو، باب‌کت گولدث‌ویت، دیوید آنتونی هیگینس و مایکل نسمیت ایفای نقش کرده‌اند.